# Vandea (fiume)

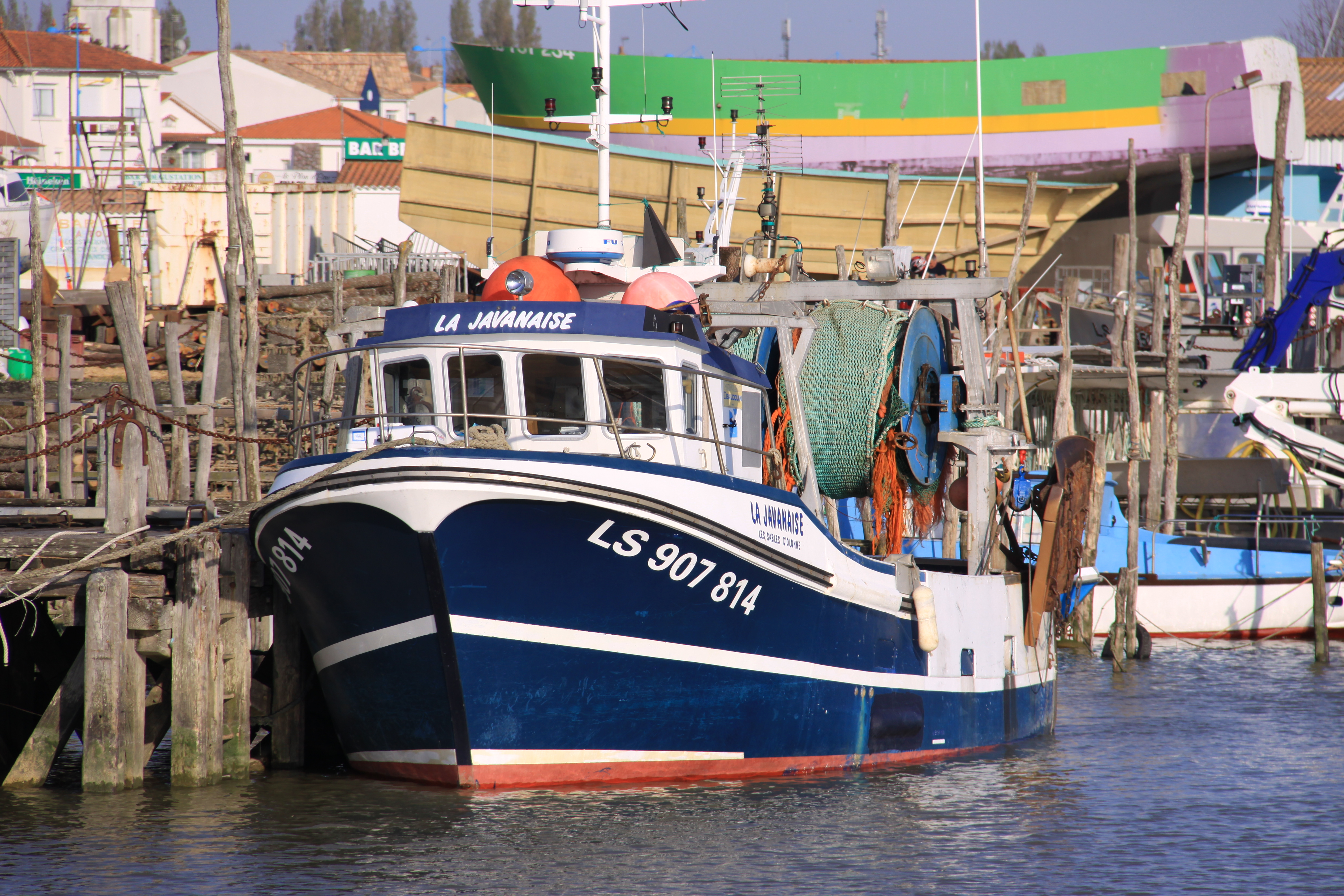
Un'imbarcazione da pesca sul fiume Vandea

Il Vandea (in francese Vendée) è un piccolo fiume della Francia occidentale ed uno degli affluenti destri del Sèvre Niortaise. È il fiume che diede il nome all'omonimo dipartimento.

## Geografia
Il fiume è un corso d'acqua lungo 81,7 km. La sua fonte è a Saint-Paul-en-Gâtine nel dipartimento dei Deux-Sèvres, e attraversa la città di Fontenay-le-Comte, e poi sfocia nel Sèvre Niortaise a L'Île-d'Elle vicino a Marans.

## Principali affluenti
Il fiume ha due principali affluenti:
- il Mère (32,9 km)
- il Longèves (16,8 km)

## Città attraversate
- Deux-Sèvres: Saint-Paul-en-Gâtine
- Vandea: Mervent, Fontenay-le-Comte, Velluire, L'Île-d'Elle